# Scansoriopteryx
Scansoriopteryx („šplhající křídlo“) je rod čínského opeřeného dinosaura, který měl speciální adaptace pro arboreální způsob života (prodloužený třetí prst pro držení se na větvích stromů). Jako příbuzní dinosauři (např. Epidendrosaurus) vykazoval tento teropod velmi ptačí vzhled. Se zmíněným rodem také tvoří čeleď Scansoriopterygidae.

## Rozměry
Scansoriopteryx byl také po dlouhou dobu nejmenším dosud známým dinosaurem, jeho délka činila podle odhadů jen asi 50 cm a hmotnost kolem 250 gramů. To je v obrovském rozporu s největšími dinosaury, jako byl Argentinosaurus nebo Puertasaurus, jejichž délka mohla přesáhnout 40 metrů a hmotnost stovku tun. Ve skutečnosti ale mohlo jít pouze o mládě.

## Geologická lokalita
Nové datování sedimentů souvrství Tchiao-ťi-šan, ve kterých byly objeveny fosilie tohoto teropoda, udává stáří 161,5 milionu let (začátek svrchní jury).